# Edwardsiana dejecta
Edwardsiana dejecta är en insektsart som beskrevs av Erhard Christian 1953. Edwardsiana dejecta ingår i släktet Edwardsiana och familjen dvärgstritar. Inga underarter finns listade i Catalogue of Life.